# Ruta Estatal de Nevada 431
La Ruta Estatal de Nevada 431, y abreviada SR 431 (en inglés: Nevada State Route 431) es una carretera estatal estadounidense ubicada en el estado de Nevada. La carretera inicia en el Oeste desde la SR 28     en Incline Village hacia el Este en la US 395  , SR 430 , SR 341  en Reno. La carretera tiene una longitud de 39,3 km (24.413 mi).
La carretera es comúnmente conocida como Mount Rose Highway (español: Carretera Monte Rose). Toma su nombre del Monte Rose (inglés: Mount Rose), que se encuentra justo al lado de la carretera.

## Mantenimiento
Al igual que las autopistas interestatales, y las rutas federales y el resto de carreteras estatales, la Ruta Estatal de Nevada 431 es administrada y mantenida por el Departamento de Transporte de Nevada por sus siglas en inglés Nevada DOT.